# No tienes que vivir como un árbitro
No tienes que vivir como un árbitro, llamado You Don't Have to Live Like a Referee en su versión original, es el decimosexto episodio de la vigesimoquinta temporada de la serie animada Los Simpson, y el 546 de la misma. Fue escrito por Michael Price y dirigido por Mark Kirklan, y se emitió en Estados Unidos el 30 de marzo de 2014 por FOX. La estrella invitada fue Andrés Cantor como sí mismo. En este episodio, Homer es invitado como árbitro de los partidos de la Copa Mundial de Fútbol de 2014.

## Sinopsis
En la asamblea de la escuela, el director Skinner le dice al cuerpo estudiantil que esa reunión se trata de historia, haciendo que los niños abucheen. Skinner aclara que la asamblea es de historia viva. Los niños todavía abuchean. Cuando los actores vestidos como Abraham Lincoln y Stephen Douglas se preparan para un debate, los niños se vuelven inquietos y empiezan a insultarlos, lo que provoca una trifulca entre uno de los actores y todos los estudiantes. 
Debido a que los alumnos no muestran respeto, el Superintendente Chalmers propone la celebración de un concurso de oratoria sobre sus héroes. Esto motiva a Lisa a hacer un ensayo sobre Marie Curie por lo que está confiada en que triunfará; pero se ve frustrada cuando ve que Martin haría lo mismo siendo primero para presentar su trabajo. Lisa se pone a llorar en el pasillo y Bart le aconseja a su hermana que haga un discurso sobre su padre pues ería una forma de impresionar a los jurados y al público. A pesar de las dudas de Lisa, ella escribe el discurso a la perfección, incluso ante el asombro de Homer, destacando entre otras cosas, que había sido un árbitro justo cuando ella jugaba fútbol. Después del discurso, Lisa gana sobre la multitud. Sin embargo, Chalmers declara que tanto Lisa y Martin han empatado, por lo que el dinero de la beca irá de nuevo al fondo general y que los discursos de ambos niños serán publicados en Internet. El vídeo del discurso se vuelve tan viral que Homer es llamado para ser árbitro en los partidos de la Copa Mundial de Fútbol de 2014.
En el primer partido de la Copa del Mundo en São Paulo, Homer arbitra a los equipos sin ningún problema, y aunque Homer fue llamado para este trabajo debido a su moral, la corrupción pronto lo sigue intentando sobornar. Después del partido, la familia Simpson llega a comer en un establecimiento local. Marge trata desesperadamente de pedir todo en la «lengua materna». Homer sale afuera después de eructar por comer la carne servida en palillos. Mientras toma aire fresco, un mafioso latino llega y abre un maletín lleno de una gran cantidad de dinero en efectivo y le dice a Homer si es cierto que no puede ser corrompido. Homer dice que no y que ha cambiado mucho en los últimos días. Ellos prometen que van a llegar a él. La familia hace un recorrido por las sedes del Mundial: Brasilia, Recife y Manaus; y Homer sigue siendo un árbitro honesto a pesar de que los jugadores le estuvieron tratando de sobornarlo cuando les da tarjetas rojas. El gánster le pone pilas de dinero en sus almohadas, e incluso provocándolo con la cámara de sobornos.
En el hotel de Río de Janeiro, Bart le pregunta si es difícil no aceptar todos los sobornos. Homer admite que lo es, pero sabiendo que Lisa lo eligió como su héroe, no tiene otra opción. Bart decide decirle la verdad sobre el discurso de Lisa; que en realidad él nunca fue su héroe. Homer se pone a beber hasta que no haya más dolor en su alma. Devastado y en la desesperación, el mafioso usa este momento perfecto para que Homer empezara a aceptar los sobornos. Y así empiezan a formular un plan para «arreglar» la final de la Copa Mundial del 2014.
Durante la final del Mundial (Alemania vs Brasil) en el Maracanã, Homer ha sido sobornado para arreglar el juego para que los brasileños ganen. A cambio, ellos darán a Homer un millón de dólares. Lisa escucha lo que dicen y le ruega a Homer que no haga trampa. Homer está herido y Lisa entiende el porqué pero le dice que él ha tomado las acciones para convertirse en su héroe ahora. Un jugador brasileño conocido como El Divo se cae en el juego y parece estar herido. Pero no cobra penal ya que nadie lo había tocado. Finalmente, los alemanes ganan la Copa del Mundo.
Los gánsteres están a punto de matar a Homer cuando Marge viene corriendo para pararlos para decirles algo; y lo hace hablando con un portugués muy fluido. Ella le dice a los gánsteres de dejar a Homer; ella lo ama, pero él nunca debió haber sido un árbitro. Todo a lo que a Homer le importa es ser un héroe para Lisa. Ella pide a los gánsteres el favor de perdonarlo. El gánster se impresiona, pero todavía está decidido en matar a Homer. Marge sigue rogándole; ella es una madre, y le pregunta si tiene una madre. La madre del mafioso aparece y les dice que Lisa intercambió asientos en el avión con ella para que pudiera ver televisión, por lo que liberándolos saldará su deuda. Los Simpson son libres de irse. Ellos van a la Cemitério São João Batista para presentar sus respetos a El Divo, quien revive al ver que Homer sigue negándose a darle un penalty.
Los Simpson son vistos más tarde en medio de las tierras y los ríos pantanosos del Amazonas. Ellos están disfrutando de toda la belleza de la naturaleza que les rodea, pero Homer admira un desmonte de una sección de la selva con el fin de dar paso a una tienda de Hamburguesas Krusty.

## Producción
El 22 de octubre de 2013, la Fox Broadcasting Company anunció a la prensa de un episodio de Los Simpsons con la temática de la Copa Mundial de la FIFA 2014, bajo el título «No tienes que vivir como un árbitro». El episodio es parte de una divulgación de este deporte en los Estados Unidos. En el episodio, Fox ha confirmado la creación de una línea de productos con licencia de la serie de algunos de los mejores equipos del planeta.
El primero en ser anunciado fue el Chelsea. Jugadores como Petr Čech, Eden Hazard, Frank Lampard, John Terry y Fernando Torres fueron seleccionados y ganaron sus caricaturas hechas por Matt Groening. Acerca de las caricaturas, Terry comentó que «es increíble verme y ver a mis colegas como personajes de Los Simpson. Es mi programa favorito». Después del Chelsea, el 12 de marzo el Barcelona F. C. presentó en su web oficial a los jugadores Lionel Messi, Neymar, Xavi y Andrés Iniesta con sus versiones personalizadas. Según el sitio web oficial del club, la asociación tendrá una duración hasta 2015 y será la única acción de merchandising, sin la participación de los jugadores en cualquier episodio de la serie.